# デリカスイト
株式会社デリカスイト（Delicasuito Co., Ltd. ）は、岐阜県大垣市に本社を置く食品加工会社。

## 概要
- 同社は岐阜県西濃地区から愛知県尾張地域を中心に東海北陸地方の小売店各店にて弁当や惣菜を製造・販売するデリカスイト事業部と、駅ビル等で惣菜専門店を運営する美濃味匠事業、地方公共団体や企業、一般顧客に向けて弁当や惣菜を宅配するキラリ宅配事業部の三本柱のほか、愛知県の株式会社ウオフクや大阪市の株式会社水了軒より事業を引き継いでいる。

- 中京圏では、午前中を中心にスポットCMが放送されている。
- 社名の「スイト」は本社所在地大垣市の別称（水都）に由来する。

## 沿革
- 1961年 - 佃煮卸売にて創業。
- 1972年02月 - 水都食品株式会社を設立。
- 1985年07月 - 本社を大垣市築捨町に移転。
- 1992年07月 - 社名を商標に合わせ、株式会社デリカスイトに変更する。
- 2008年04月 - 本社を現在地に移転。
- 2009年09月 - 愛知県の100年を超える老舗「魚福」27店舗の事業を継承した株式会社デリカスイトウオフクを設立。
- 2010年07月 - 123年の歴史を有する「水了軒」の本社工場と関連ブランドの商標権を取得し、水了軒厨房として稼働開始[1][2][3]。
- 2019年02月 - 岐阜県の100年を超える老舗料亭「日本料理ひら井」を運営する株式会社ひら井の株式を100%取得。
- 2019年11月 - 愛知県の100年を超える老舗料亭「料亭蔦茂」を運営する株式会社蔦茂旅館の株式を100%取得。
- 2019年12月 - 岐阜県の260年を超える老舗菓子店「御菓子つちや」を100%子会社化。

## 美濃味匠
- 惣菜店ブランドとして「デリカスイト」のほか、やや高級路線にシフトした「美濃味匠」というブランドを多くの駅ビルテナントやショッピングセンターのテナントに出店している。